# Quartier Urac-Sendère (Tarbes)
Urac-Sendère est un quartier de la ville de Tarbes, dans le département français des Hautes-Pyrénées, situé au nord-ouest de la ville.

## Géographie
Le quartier est situé au nord-ouest de la ville, limitrophe de Bordères-sur-l'Échez, et entre les quartiers de la  zone d'activité Bastillac-Cognac à l'ouest, de Laubadère et de Sainte-Anne à l'est, et de Solazur au sud.
Il est parcouru dans toute sa longueur du sud au nord par le ruisseau de l'Échez.

## Morphologie urbaine
Le secteur comprend une grande majorité de pavillons et de maisons et quelques résidences traditionnelles.
Le quartier contient les secteurs : Urac, Sendère, Bellevue, Laennec, l'Échez.

## Évolution démographique
| 2012  | 2015  | 2019  |
| ----- | ----- | ----- |
| 3 170 | 3 228 | 3 226 |

### Découpage territorial
Il est composé de deux IRIS : Sendère et Laennec

## Noms de certaines rues du quartier

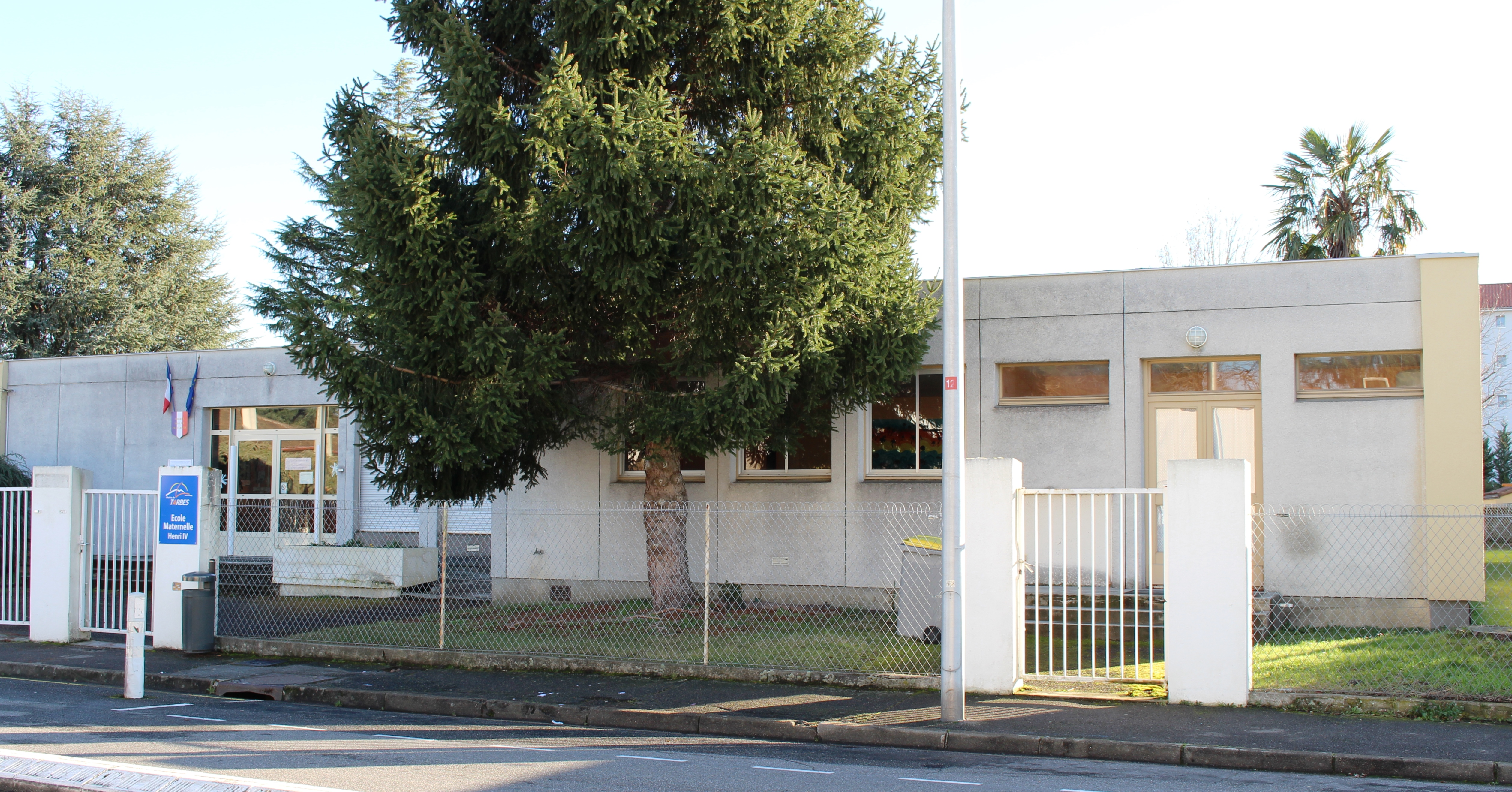
L'École Maternelle Henri-IV.

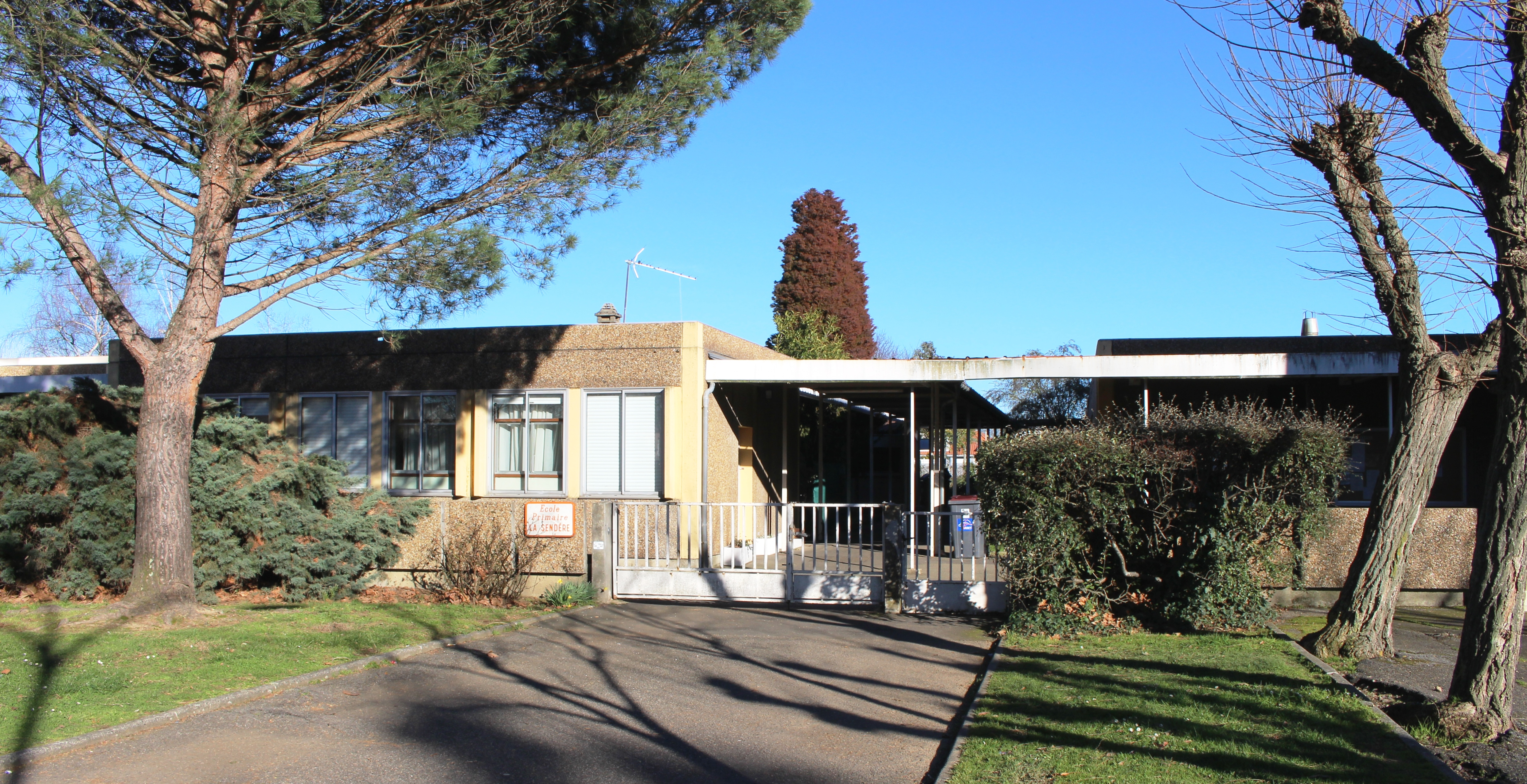
L'École Maternelle La Sendère.

- Chemin de la Sendère qui coupe le quartier d'est en ouest.
- Rue du Corps Franc Pommiès anciennement route nationale 117.

## Enseignement

### Écoles maternelle et élémentaire
- École publique Henri-IV.
- École publique La Sendère.

### Écoles primaires
Tarbes dispose de 16 écoles primaires : 12 publiques et 4 privées.
- École publique La Sendère.

## Lieux de culte

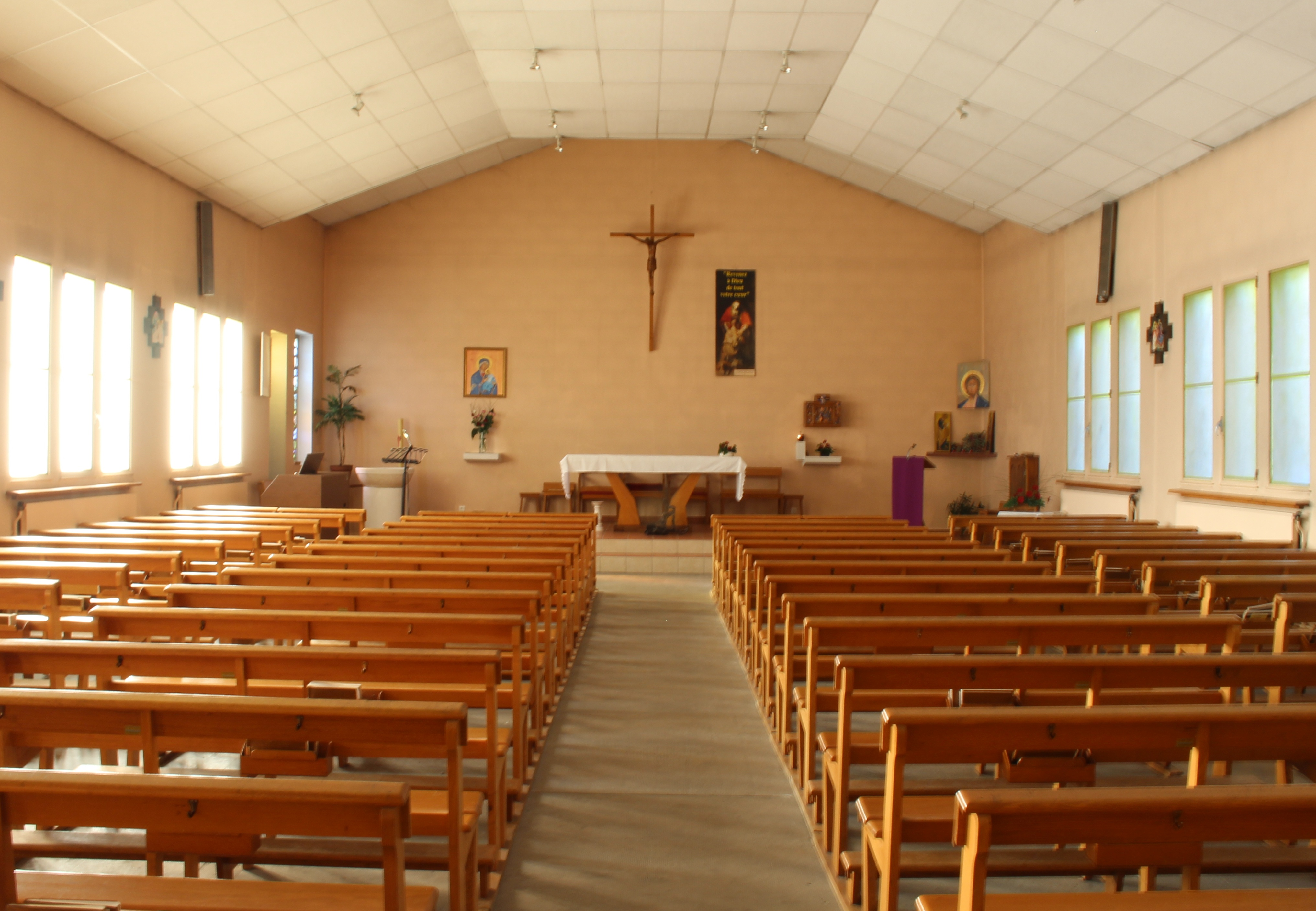
L'Église Saint-Pierre-et-Saint-Paul.

- Église Saint-Pierre-et-Saint-Paul de Tarbes.

## Transports
C'est l'entreprise Keolis qui exploite les lignes urbaines de bus de Tarbes, depuis le 17 octobre 2020.